# Kosovare Asllani

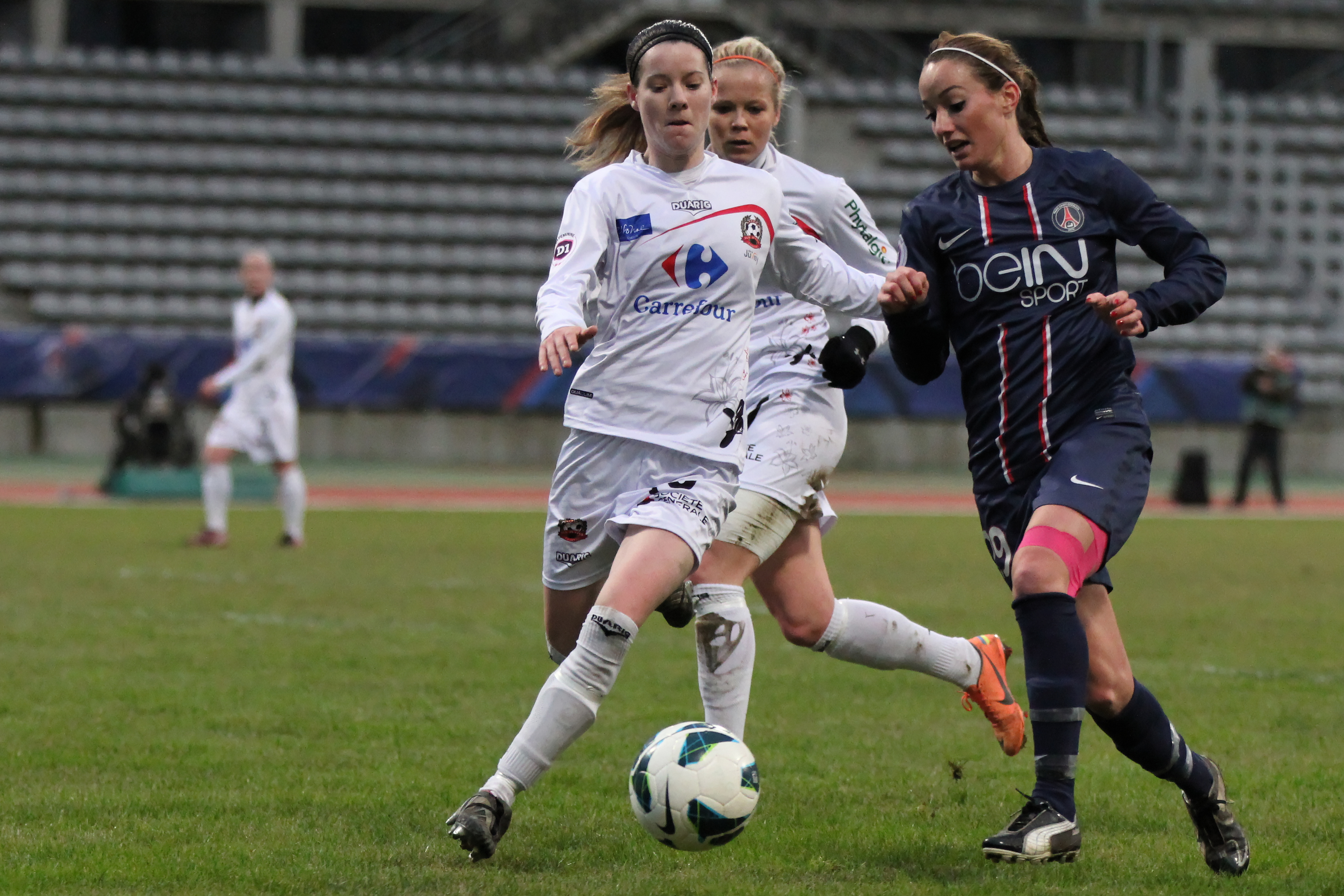
Kosovare Asllani till höger under en match mellan Paris Saint-Germain FC och FCF Juvisy.

Kosovare Asllani, född 29 juli 1989 i Heliga Trefaldighets församling i Kristianstad, är en svensk fotbollsspelare. Sedan sommaren 2024 spelar hon för London City Lionesses. Hon har dessförinnan en mångårig proffskarriär bakom sig i klubbar som Paris Saint-Germain, Linköping, Manchester City, Real Madrid och AC Milan.
Mittfältaren Asllani har sedan 2008 gjort 49 mål på 201 landskamper med Sveriges A-landslag (per 8 juli 2025). Med landslaget har hon bland annat vunnit brons i EM 2013, silver i OS 2016, silver i OS 2020 och brons i VM 2019 och VM 2023.

## Biografi

### Tidiga år, tidig landslagsdebut
Asllani började träna fotboll i Vimmerby IF och kom till Linköping FC säsongen 2007. Hon debuterade i det kvinnliga landslaget samma år, i A-landslaget i september 2008 och i U23-landslaget i november 2008.

### Linköping, Chicago och Kristianstad
Asllani vann allt med Linköping FC säsongen 2009 – SM-guld, Svenska cupen och Supercupen. Därför valde Asllani att skriva på för Chicago Red Stars för att få en ny utmaning. Det gjorde hon i december 2009, och i laget spelade hon 13 matcher och gjorde två mål. Kontraktet med klubben var på 1+1+1, vilket innebar ett ettårigt kontrakt med option på förlängning ett år i taget.
I början av augusti 2010, när säsongen i USA var över, återvände hon dock till Linköping FC för att spela höstsäsongen 2010. Därefter fortsatte Asllani i samma klubb även hela säsongen 2011.
Sedan blev det klubbyte, efter 69 damallsvenska matcher med 28 mål för Linköping mellan 2007 och 2011. Den 13 december 2011 presenterades Asllani som ny spelare i den damallsvenska konkurrenten Kristianstads DFF, som slutade på sjunde plats säsongen 2011.
Asllani var under våren 2011 skadedrabbad. Detta ledde till att hon, som varit ordinarie i Sveriges A-landslag från slutet av 2008 till och med 2010 samt varit med i truppen i EM 2009, ställdes utanför landslagstruppen till VM 2011 i Tyskland.

### Spel i Paris och Manchester
I september 2012 skrev Asllani på för den franska fotbollsklubben Paris Saint-Germain FC. Hon anlände till klubben den 23 i samma månad.
2013 deltog Asllani i det landslag som vann brons vid EM i Sverige.
År 2013 medverkade Asllani i Sveriges Televisions dokumentära TV-serie Den andra sporten. 2015 porträtterades hon i barnboken Passa bollen! ropar Kosse, skriven av Anja Gatu (sportkrönikör på Sydsvenskan). Boken tar upp Asllanis uppväxt och tidiga fotbollsår i Vimmerby.
I januari 2016 valde Asllani att lämna Paris Saint-Germain FC för spel i Manchester City WFC, för ett kontrakt på 2 1/2 år. Under sitt dryga år med den engelska toppklubben vann hon både ligan och cupen.

### Linköping och Diamantbollen
Sensommaren 2017 skedde dock en övergång tillbaka till moderklubben Linköping FC. Tryggheten och närheten till sin familj var viktiga skäl bakom Asllanis beslut att återvända hem. Senare på året tilldelades hon Diamantbollen för 2017, efter att bland annat ha vunnit Damallsvenskan med sitt Linköping.

### Asllani Court
Den 21 maj 2018 invigdes fotbollanläggningen Asllani Court i hemstaden Vimmerby, på samma plan som landslagsstjärnan spelade på under sin uppväxt. Initiativtagare är moderklubben Vimmerby IF. Asllani klippte bandet vid invigningen.

### 2019, flytt till Spanien
I maj 2019 blev Asllani uttagen i Sveriges trupp till Världsmästerskapet i fotboll 2019. Där gjorde hon tre mål, inklusive inledningsmålet i bronsmatchen mot England.
I juli 2019 skedde en klubbövergång till CD Tacón, ett storsatsande damlag ägt av Real Madrid. Förutom Asllani kontrakterades även kollegan i landslaget Sofia Jakobsson till CD Tacón.

### 2020-2024: Spel i OS, EM och VM samt flytt till Italien.
Asllani togs även ut till landslaget inför OS 2021(2020), där Sverige slutade som silvermedaljörer. Hon spelade alla sex matcher och gjorde ett straffmål i kvartsfinalen mot Japan.
I september råkade Asllani ut för en ligamentskada i knät vilket gjorde att hon inte kunde träna på två månader.
2022 skedde en klubbövergång till AC Milan i den italienska damligan, serie A. Under hennes första säsong i klubben spelade hon 17 matcher och där hon gjorde 9 mål. 
I juni 2022 togs Asllani ut till landslagets EM-trupp inför Europamästerskapet i fotboll för damer 2022. Under mästerskapet tog sig Sverige till semifinal där de förlorade mot England med 4-0. Asllani spelade samtliga 5 matcher och bidrog med 1 mål och 3 assist.
För sina prestationer i både klubblag och landslag under året 2022 blev Asllani belönad med utmärkelsen som årets mittfältare. Detta är andra gången hon tar emot utmärkelsen där hon senast tog emot den 2017. Hon har tidigare även blivit prisad som årets forward 2019.
I juni 2023 togs Asllani ut till landslaget inför Världsmästerskapet i fotboll för damer 2023. Inför VM-premiären stod det även klart att Asllani blev lagkapten i landslagets VM-premiär mot Sydafrika. Under mästerskapet gick Sverige obesegrade ur sin grupp och tog sig till semifinal där de förlorade mot Spanien med 2-1. Asllani gjorde det andra målet och säkrade vinsten i bronsmatchen mot Australien den 19 augusti 2023. Sverige kunde därmed säkra en tredjeplats och bronsmedalj i mästerskapet. Detta blev Asllanis andra bronsmedalj i VM-sammanhang. Hon spelade 6 av 7 matcher under mästerskapet och bidrog med 1 mål. 
Efter VM-succén, där Asllani var en bidragande faktor, placerades  Sverige högst på Fifas världsranking, vilket är första gången någonsin i nationens historia.
Asllani har blivit uttagen till samtliga matcher i Uefa Women's Nations League 2023/2024.

### 2024, flytt till London
Sommaren 2024 blev det klart med en övergång till engelska klubben London City Lionesses. Klubben spelar i den engelska andraligan men har fått ökade resurser via den amerikanska ägaren, miljardären Michele Kang. Kang är även majoritetsägare i Washington Spirit i USA:s damliga och franska Olympique Lyonnais.

### Familj
Asllanis föräldrar, som båda är av kosovoalbansk härkomst, är födda och uppvuxna i Kosovo i dåvarande Jugoslavien. Hennes far är från Kostova och hennes mor från Gjakova. I en intervju med Expressen 2022 uppgav Asllani att hon ger många gåvor till sin mamma för att "betala tillbaka" för hennes slit under barndomen.

## Meriter och priser
- A-landskamper (debut 27 september 2008, Sverige–Rumänien i EM-kval)
- U23-landskamper (debut 6 november 2008, Tyskland U20–Sverige U23)
- F-landskamper (debut år 2007)
- Svenska Cupen 2008 och 2009
- Svensk mästare 2009
- Deltog i EM 2009
- OS-silver 2016
- Svensk mästare 2017
- Brons i VM 2019, VM 2023
- OS-silver 2020 (spelades 2021 på grund av coronaviruspandemin)
- Viktor Rydbergspriset[43]

## Matcher och mål

### Seriematcher
- 2007: ?
- 2008: 21 / 9 (Linköping FC)
- 2009: 22 / 11 (Linköping FC)[44]
- 2010 (vår): 13 / 2 (Chicago Red Stars)[44]
- 2010 (höst): 7 / 3 (Linköping FC)
- 2011: 19 / 4 (Linköping FC)
- 2012: 15 / 7 (Kristianstads DFF)
- 2012/2013: 23 / 22 (Paris Saint-Germain)[13]
- 2013/2014: 20 / 7 (Paris Saint-Germain)[13]
- 2014/2015: 29 / 14 (Paris Saint-Germain)[13]
- 2015/2016: 6 / 2 (Paris Saint-Germain)[13]
- 2016: 11 / 1 (Manchester City)[45]
- 2017: 4 / 1 (Manchester City)[45]
- 2017: 9 / 0 (Linköping FC)[45]
- 2018: 18 / 8 (Linköping FC)[45]

### Landskamper
A-landskamper:
- 2008: 2 / 0
- 2009: 14 / 2
- 2010: 12 / 2
- 2011: 3 / 1
- 2012: 11 / 3
- 2013: 15 / 5
- 2014: 11 / 5
- 2015: 12 / 4
- 2016: 12 / 4
- 2017: 17 / 5
- 2018: 12 / 1
- 2019: 11 / 3

U23-landskamper:
- 2008: 1 / 2
- 2011: 1 / 0
- 2012: 2 / 1

Flicklandskamper:
- 2007: 5 / 2 (F18/89)
- 2008: 9 / 3 (F19/89)
- 2009: –

## Klubbar
- Vimmerby IF (moderklubb)
- Linköping FC (2007–2009)
- Chicago Red Stars (2010)
- Linköping FC (2010–2011)
- Kristianstads DFF (2012)
- Paris Saint-Germain FC (2012–2016)
- Manchester City (2016–2017)
- Linköping FC (2017–2019)
- CD Tacón/Real Madrid (2019–2022)
- AC Milan (2022–2024)
- London City Lionesses (2024–)